# Lamprogaster rugifacies
Lamprogaster rugifacies är en tvåvingeart som beskrevs av Mcalpine 1973. Lamprogaster rugifacies ingår i släktet Lamprogaster och familjen bredmunsflugor. Inga underarter finns listade i Catalogue of Life.